# Inondations de 2023 dans l'Inde du Nord
Les fortes pluies pendant la saison de mousson de 2023 ont provoqué de graves inondations et glissements de terrain dans l'Inde du Nord , affectant principalement les habitants de l'Himachal Pradesh , du Pendjab , de Chandigarh , de l'Uttarakhand , du Jammu-et-Cachemire , de l'Haryana , du Rajasthan, de Delhi,, et du Sikkim.
Une poussée de mousson, associée à une perturbation occidentale, a entraîné les précipitations les plus élevées depuis des décennies dans certaines parties de la région, provoquant le débordement des rivières voisines, des inondations et des glissements de terrain emportant les véhicules, détruisant les ponts et les routes et perturbant l'électricité.
En juillet, au moins 105 personnes dans l'Himachal Pradesh, l'Uttar Pradesh et Delhi ont été tuées au cours d'une période de deux semaines de pluies intenses et d'inondations, et des milliers d'autres ont été évacuées vers des camps de secours. Les inondations ont entraîné la fermeture d'écoles, la perturbation des vols et des opérations ferroviaires dans diverses régions du nord de l'Inde,,.
Une autre période de pluies torrentielles intenses s'est poursuivie en août, et au moins 71 personnes supplémentaires ont été tuées dans l'Himachal Pradesh, tandis que 10 autres sont mortes dans l'Uttarakhand.

## Contexte
La saison de la mousson en Asie du Sud, qui s'étend de juin à septembre, apporte généralement environ 80 % des précipitations annuelles dans la région.
Ces dernières années, l'Inde a été témoin d'une intensification des conditions météorologiques, la saison des moussons devenant de plus en plus irrégulière et moins fiable au fil du temps. La période actuelle de fortes pluies fait suite à une intense vague de chaleur qui a également touché une grande partie du nord de l’Inde. Bien que divers facteurs contribuent aux inondations, les experts soulignent que le changement climatique est un facteur important de l'augmentation des fortes précipitations.

## Zones affectées
Les États de l'Haryana, de l'Himachal Pradesh, du Pendjab et du Rajasthan ont connu un engorgement important en raison de fortes pluies.

### Himachal Pradesh
L'État de l'Himachal Pradesh a été le plus durement touché, avec au moins 330 morts, 38 disparus et plus de 100 blessés lors des inondations depuis le 1er avril,. Plus de 1 000 routes ont été bloquées dans l'État en raison de lignes électriques tombées en panne et d'autres infrastructures endommagées,. Environ 70 000 touristes ont été évacués de l'État, comme l'a rapporté le ministre en chef Sukhvinder Singh Sukhu. Les opérations de secours ont été menées par des équipes de l'armée indienne et de la National Disaster Response Force. Plusieurs districts ont connu l'équivalent d'un mois entier de précipitations en une seule journée. À Manali, les routes ont été emportées par le déluge, laissant les touristes et leurs véhicules bloqués.
Au cours du week-end du 12 et 13 août 2023, de nouvelles pluies torrentielles ont frappé Shimla, provoquant des glissements de terrain et détruisant un temple, des maisons et des bâtiments, tuant au moins 57 personnes. L'intensité des pluies a été attribuée au changement climatique. Les glissements de terrain ont emporté plusieurs routes, dont l'autoroute de l'Himalaya et des tronçons du chemin de fer de Kalka à Shimla. Les inondations et glissements de terrain supplémentaires ont tué un total de 71 personnes. Un énorme glissement de terrain a détruit des routes et des bâtiments dans la ville de Shimla.
Au total, depuis le début de la mousson le 24 juin, 170 incidents d'averses ou de glissements de terrain ont été signalés et 9 600 maisons ont été endommagées dans l'Himachal Pradesh. Le ministre en chef Sukhvinder Singh Sukhu a déclaré que les pertes dues aux inondations combinées de 2023 ont atteint 10 000 crores de roupies et que les infrastructures endommagées prendraient un an à réparer,.

### Pendjab
Le 9 juillet 2023, une alerte élevée a été émise dans différents districts du Pendjab en raison de pluies incessantes. Il y avait une surabondance de routes gorgées d'eau et de nombreuses voitures étaient submergées dans l'eau,. La situation s'est aggravée à Patiala et Dera Bassi lorsque les champs ont été inondés. De nombreuses routes se sont effondrées, perturbant la circulation. Les pluies n'ont montré aucun signe de ralentissement car il pleuvait abondamment depuis trois jours. Le 10 juillet 2023, un arrêté a été adopté pour fermer toutes les écoles, qui ont rouvert le 17 juillet,,.

### Delhi
La capitale, Delhi, a reçu plus de 153 millimètres de pluie le 9 juillet 2023, ce qui représente les précipitations les plus élevées en une seule journée en juillet depuis plus de 40 ans,. Les autorités ont pris des mesures pour déplacer de nombreuses personnes résidant près des rives de la rivière Yamuna vers des zones plus sûres. En outre, il a été conseillé aux résidents d’autres régions sensibles de prendre les dispositions nécessaires en vue d’éventuelles évacuations. La circulation sur un pont critique enjambant la rivière a été perturbée et les écoles ont été fermées. Les inondations dans la capitale ont fait au moins un mort.
La rivière Yamuna a franchi sa cote de crue historique, qui existait depuis plus de 45 ans. La situation a touché des zones importantes, notamment la rue devant la résidence du ministre en chef Arvind Kejriwal et une route principale menant à Connaught Place, un centre d'affaires renommé. Le ministre en chef Kejriwal a exhorté le gouvernement fédéral à réglementer le rejet d'eau du barrage Hathnikund dans l'Haryana, qui a contribué au gonflement de la rivière Yamuna. L'inondation de la rivière Yamuna a également entraîné la présence d'eau autour du Fort Rouge,.
Seize mille personnes ont été hébergées dans des tentes de secours aménagées par le gouvernement de Delhi. Le gouverneur de l'État s'est réuni avec l'Autorité de gestion des catastrophes de Delhi pour discuter de la situation des inondations. Kejriwal a mentionné qu'un avis serait émis pour les bureaux privés afin d'encourager le travail à distance. En raison de la situation semblable à une inondation, trois usines de traitement d'eau à Delhi ont été temporairement fermées. En conséquence, l’eau était rationnée. En outre, les véhicules lourds, à l’exception de ceux affectés aux services essentiels, n’avaient pas le droit d’entrer à Delhi.

### Cachemire
En raison de dommages sur une route nationale, le pèlerinage d'Amarnath Yatra a été suspendu. En conséquence, des milliers de pèlerins se sont retrouvés bloqués dans les zones voisines. Au moins quatre personnes ont été tuées dans l'État.

### Haryana
Pour la première fois dans l'histoire, l'Haryana a été soumise à une alerte d'inondation. Les agriculteurs s'apprêtent à perdre jusqu'à 30 % de leur récolte de riz.

### Rajasthan
Plus de 2 800 personnes ont été évacuées en prévision des inondations.

### Uttarakhand
De fortes pluies à la mi-août ont provoqué des inondations qui ont tué dix personnes dans l'Uttarakhand, dont un garçon et ses parents. Au total, 75 personnes ont été tuées dans tout l'État entre avril et août.

### Uttar Pradesh
Au moins 12 personnes ont été tuées dans l'Uttar Pradesh lors des inondations de juillet.

### Sikkim
Début octobre, dans l’état du Sikkim, le lac Lhonak Sud, un lac glaciaire proche du Kangchenjunga, inonde la vallée de la Teesta, au moins 14 personnes sont mortes et 102 disparues selon Vijay Bhushan Pathak, un haut responsable gouvernemental de l’Etat de Sikkim. Selon Himangsu Tiwary, un porte-parole de l’armée « Les inondations ont semé la destruction dans quatre districts de l’Etat, emportant des gens, des routes et des ponts »,.